# Polen op de Olympische Winterspelen 1948
Tijdens de Olympische Winterspelen van 1948, die in Sankt Moritz (Zwitserland) werden gehouden, nam Polen voor de vijfde keer deel.

## Deelnemers en resultaten

### Alpineskiën
| Olympiër              | Discipline     | Resultaat | Prestatie                                                                        |
| --------------------- | -------------- | --------- | -------------------------------------------------------------------------------- |
| Jan Gąsienica Ciaptak | afdaling (m)   | 37e       | 3.21,3 (+26,3)                                                                   |
| Jan Gąsienica Ciaptak | slalom (m)     | dnf       | opgave                                                                           |
| Jan Gąsienica Ciaptak | combinatie (m) | 31e       | 31,12 punten (+27,85) afdaling: 14,67 p (3.21,3) slalom: 16,45 p (1.25,0+1.27,2) |
| Jan Lipowski          | slalom (m)     | dnf       | opgave                                                                           |
| Józef Marusarz        | afdaling (m)   | 35e       | 3.20,2 (+25,2)                                                                   |
| Józef Marusarz        | slalom (m)     | 31e       | 2.33,2 (+22,9) 1.19,2+1.14,0                                                     |
| Józef Marusarz        | combinatie (m) | 27e       | 25,96 punten (+22,69) afdaling: 14,01 p (3.20,2) slalom: 11,95 p (1.23,2+1.18,8) |
| Jan Pawlica           | afdaling (m)   | dnf       | opgave                                                                           |
| Jerzy Schindler       | afdaling (m)   | 67e       | 3.49,4 (+54,4)                                                                   |
| Jerzy Schindler       | combinatie (m) | dnf       | opgave afdaling: 3.49,4 slalom: opgave                                           |

### Langlaufen
| Olympiër                                                                    | Discipline        | Resultaat | Prestatie                                        |
| --------------------------------------------------------------------------- | ----------------- | --------- | ------------------------------------------------ |
| Stefan Dziedzic                                                             | 18 km (m)         | 38e       | 1:25.33 (+11.43)                                 |
| Tadeusz Kwapień                                                             | 47e               | 38e       | 1:27.55 (+14.05)                                 |
| Józef Daniel Krzeptowski                                                    | 62e               | 38e       | 1:31.05 (+18.15)                                 |
| Stanisław Bukowski                                                          | 70e               | 38e       | 1:34.17 (+21.27)                                 |
| Leopold Tajner                                                              | 76e               | 38e       | 1:38.45 (+25.55)                                 |
| Józef Daniel Krzeptowski Stanisław Bukowski Tadeusz Kwapień Stefan Dziedzic | 4x10 km estafette | 10e       | 2:59.19 (+11.31) (43.03 / 44.22 / 43.29 / 48.25) |

### Noordse combinatie
| Olympiër                 | Discipline | Resultaat | Prestatie                                                              |
| ------------------------ | ---------- | --------- | ---------------------------------------------------------------------- |
| Stefan Dziedzic          | mannen     | 20e       | 367,60 punten 18 km: 190,50 (1:25.33) schans: 177,1 (52,0+54,5+52,0 m) |
| Józef Daniel Krzeptowski | mannen     | 22e       | 359,80 punten 18 km: 162,00 (1:31.05) schans: 197,8 (58,0+57,0+60,5 m) |
| Tadeusz Kwapień          | mannen     | 25e       | 352,20 punten 18 km: 178,50 (1:27.55) schans: 173,7 (47,0+52,5+51,0 m) |
| Leopold Tajner           | mannen     | 34e       | 321,50 punten 18 km: 126,00 (1:38.45) schans: 195,5 (61,5+58,0+55,0 m) |

### Schansspringen
| Olympiër                 | Discipline | Resultaat | Prestatie                  |
| ------------------------ | ---------- | --------- | -------------------------- |
| Stanislaw Marusarz       | mannen     | 27e       | 192,8 punten (59,0+59,0 m) |
| Józef Daniel Krzeptowski | mannen     | 30e       | 188,9 punten (54,5+55,0 m) |
| Jan Kula                 | mannen     | 33e       | 184,5 punten (49,0+59,0 m) |
| Jan Gąsienica Ciaptak    | mannen     | 36e       | 180,8 punten (53,0+61,0 m) |

### IJshockey
| Olympiër | Discipline | Resultaat | Prestatie |
| --- | ---------- | --------- | --- |
| Henryk Bromowicz Mieczysław Burda Stefan Csorich Tadeusz Dolewski Alfred Gansiniec Tomasz Jasiński Mieczysław Kasprzycki Bolesław Kolasa Adam Kowalski Eugeniusz Lewacki Jan Maciejko Czesław Marchewczyk Mieczysław Palus Henryk Przeździecki Hilary Skarżyński Maksymilian Więcek Ernest Ziaja | mannen     | 6e        | toernooi: 7 - 5 Polen - Oostenrijk 4 - 23 Polen - Verenigde Staten 1 - 13 Polen - Tsjecho-Slowakije 0 - 15 Polen - Canada 13 - 7 Polen - Italië 2 - 7 Polen - Groot-Brittannië 0 - 14 Polen - Zwitserland 2 - 13 Polen - Zweden |

Argentinië · België · Bulgarije · Canada · Chili · Denemarken · Finland · Frankrijk · Griekenland · Groot-Brittannië · Hongarije · IJsland · Italië · Joegoslavië · Libanon · Liechtenstein · Nederland · Noorwegen · Oostenrijk · Polen · Roemenië · Spanje · Tsjecho-Slowakije · Turkije · Verenigde Staten · Zuid-Korea · Zweden · Zwitserland